# La chúcara
La chúcara (A Chácara) é uma telenovela chilena produzida e exibida pela Televisión Nacional de Chile entre 1 de dezembro de 2014 e 19 de agosto de 2015.

## Elenco
- Antonia Santa María como Laura Andrea Muñoz-Montero Cubillos de Correa.
- Felipe Braun como Vicente Felipe Correa Gumucio.
- Bárbara Ruiz Tagle como Gracia Montero del Solar / Gracia Vial
- Bárbara Ruiz-Tagle como Piedad Montero del Solar / Piedad Vial.
- Eduardo Paxeco como Padre Agustín Lara Villagra .
- Josefina Velasco como Adriana Bianca del Solar Peñablanca.
- Carmina Riego como Carmen Cubillos.
- Iñigo Urrutia como Juan Cristóbal Cañas.
- Mariana Derderian como Luciana Cavalli "Barbie Agronoma" Zisternas de Opazo.
- Juan Pablo Miranda como Orlando Opazo "El Negro".
- Carolina Paulsen como Rebeca "Rebe-cop" López.
- Pablo Casals como León Antonio Muñoz Cubillos.
- Alejandra Vega como Magdalena Andrade de Espina.
- Nicole Espinoza como Carolina "Carito" Jiménez.
- Luna Martínez como Roberta Correa Montero / Roberta Cañas Vial.
- Matías Torres como Francisco Javier "Panchito" Correa Vial.
- Nicolás Saavedra como Tomás "Tomacho" Espina.
- Christian Sève como Rafael Belloni Montero / Rafael Belloni Vial.
- Andrés Arriola como Esteban Gutiérrez.
- Mauricio Pitta como Gastón Muñoz.
- Renato Illanes como Bernardo Cavalli.
- Bárbara Mundt como Regina Zisternas, de Cavalli.
- Daniel de la Vega como Alejandro "Alejo" Yañez
- Marcelo Gutiérrez como Juan Tamara.
- Julieta Flores Astorga como Úrsula Yañez.
- Camila Lasso como Temporera del fundo Santa Piedad..
- Juan Carlos Caceres como Rodolfo Orellana.